# Genoveva
Genoveva (Op. 81) é uma ópera de Robert Schumann do romantismo alemão, com libreto de Robert Reinick e o compositor. É a única ópera escrita por Schumann, estreando em 25 de junho de 1850 no Stadttheater em Leipzig, com a condução do próprio compositor. As críticas negativas tiveram papel definitivo na decisão de Schumann de não escrever outra ópera.